# Liste der Bodendenkmale in Großenbrode
In der Liste der Bodendenkmale in Großenbrode sind die Bodendenkmale der Gemeinde Großenbrode nach dem Stand der Bodendenkmalliste des Archäologischen Landesamts Schleswig-Holstein von 2016 aufgelistet. Die Baudenkmale sind in der Liste der Kulturdenkmale in Großenbrode aufgeführt.
| Denkmal-ID           | Befundart               | Bezeichnung           | Zeitstellung                 | Lage | Bemerkungen | Bild |
| -------------------- | ----------------------- | --------------------- | ---------------------------- | ---- | ----------- | ---- |
| aKD-ALSH-Nr. 002 053 | Grabmal > Langbett      | Langbett/Steinreihe   | Neolithikum                  |      |             |      |
| aKD-ALSH-Nr. 002 054 | Grabmal > Großsteingrab | Steinkammer           | Neolithikum                  |      |             |      |
| aKD-ALSH-Nr. 002 055 | Grabmal > Großsteingrab | Steinkammer           | Neolithikum                  |      |             |      |
| aKD-ALSH-Nr. 002 056 | Grabmal > Großsteingrab | Steinkammer           | Neolithikum                  |      |             |      |
| aKD-ALSH-Nr. 002 057 | Grabmal > Grabhügel     | Grabhügel „Rugenbarg“ | Vor- und/oder Frühgeschichte |      |             |      |